# Ophiopogon menglianensis
Ophiopogon menglianensis là một loài thực vật có hoa trong họ Măng tây. Loài này được H.W.Li mô tả khoa học đầu tiên năm 1991.